# Zagozdac
Zagózdac je naselje v Občini Črnomelj v Sloveniji.